# Karangturi (Munjungan)
Karangturi is een bestuurslaag in het regentschap Trenggalek van de provincie Oost-Java, Indonesië. Karangturi telt 5270 inwoners (volkstelling 2010).